# Chavanges
Chavanges é uma comuna francesa na região administrativa de Grande Leste, no departamento de Aube. Estende-se por uma área de 29,79 km². Em 2010 a comuna tinha 600 habitantes (densidade: 20,1 hab./km²).